# 鵝公岩長江大橋
鵝公岩長江大橋位於重慶市道路快速路的東西幹道的大橋處於主幹道的關鍵節點上，自成渝高速公路的終點陳家坪起，經大公館、謝家灣，過鵝公岩大橋後至南岸四公里與渝黔高速公路相連。大橋全長6.5公里，正橋長1412米，橋寬35.5米，主橋為211米+600米+211米的三跨連續加筋鋼箱梁漂浮體系懸索橋。該橋為城市快速路特大橋，為雙向六車道+兩條輕軌交通(規劃)，設計速度80公里/小時。設計荷載：汽車－超20級，掛車－120，特種平板車－300。通航淨寬－≥400m，淨高－≥20m。地震基本烈度為Ⅵ級，Ⅶ度設防。
- 設計單位：上海市政工程設計研究總院
- 施工單位：重慶橋樑工程總公司、中鐵十二局集團有限公司、上海浦江纜索股份有限公司。
- 混凝土用量：10400立方米
- 鋼材用量：33200噸
- 主橋造價：6億元

## 修建
2013年8月10日至12月7日，鹅公岩大桥将实施为期120天的拓宽改造及桥面大修整治工程。拆除原有人行道，扩建为车行道，扩建后大桥为双向八车道。同时，对主桥面实施翻修。